# Luigi Valadier
Luigi Valadier, né à Rome le 26 février 1726 et mort dans la même ville le 15 septembre 1785, est un orfèvre, joaillier et sculpteur italien.

## Biographie

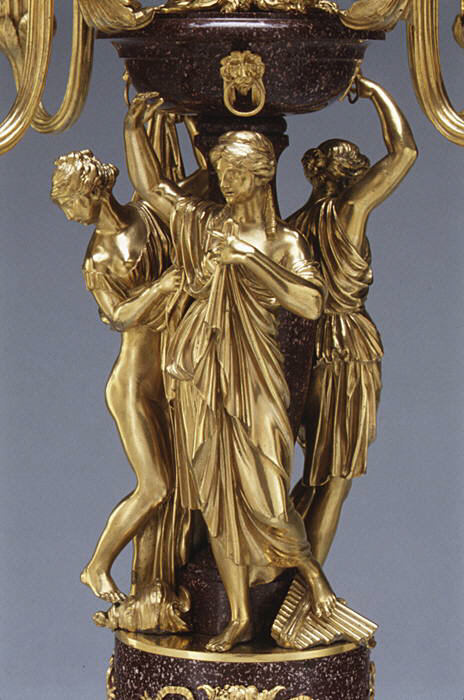
Candélabre à cinq branches (détail), 1774, Metropolitan Museum of Art.

Fils d'André Valadier, orfèvre provençal installé à Rome en 1714, Luigi Valadier est père des orfèvres Filippo, Tommaso et Luigi ainsi que du célèbre architecte Giuseppe Valadier.
Il commence sa carrière à l'atelier de son père situé via del Babuino à Rome, puis remplace son père en 1759. Orfèvre de confiance de divers papes à partir de 1769, il travaille également pour divers clients italiens et étrangers de haut rang, comme l'électeur Charles-Théodore de Bavière (pour qui il réalise une pièce maîtresse avec la reproduction en argent de la colonne Trajane) ou Henri Benoît Stuart, duc d'York et cardinal. 
En plus de ces œuvres, le pape Pie VI lui commande un précieux  calice de lapis-lazuli qu'il offre au roi Stanislas II Auguste Poniatowski ou un grand miroir d'argent pour le palais Chigi de Rome. En 1770, il exécute le maître-autel grandiose de la cathédrale de Monreale, près de Palerme, avec un ensemble liturgique riche et très raffiné. 
En 1785, son existence s'est tragiquement terminée lors de la construction de la cloche actuelle de la basilique Saint-Pierre, d'un diamètre de 2,30 m et d'un poids de 10 tonnes: à la veille de la fusion, Luigi Valadier s'est suicidé en sautant dans le Tibre. Les études menées sur ses livres de compte suggèrent que le motif était une situation économique désastreuse, découlant du fait que Valadier semblait s'être associé à un partenaire qui réclamait 24% du produit annuel.

## Images

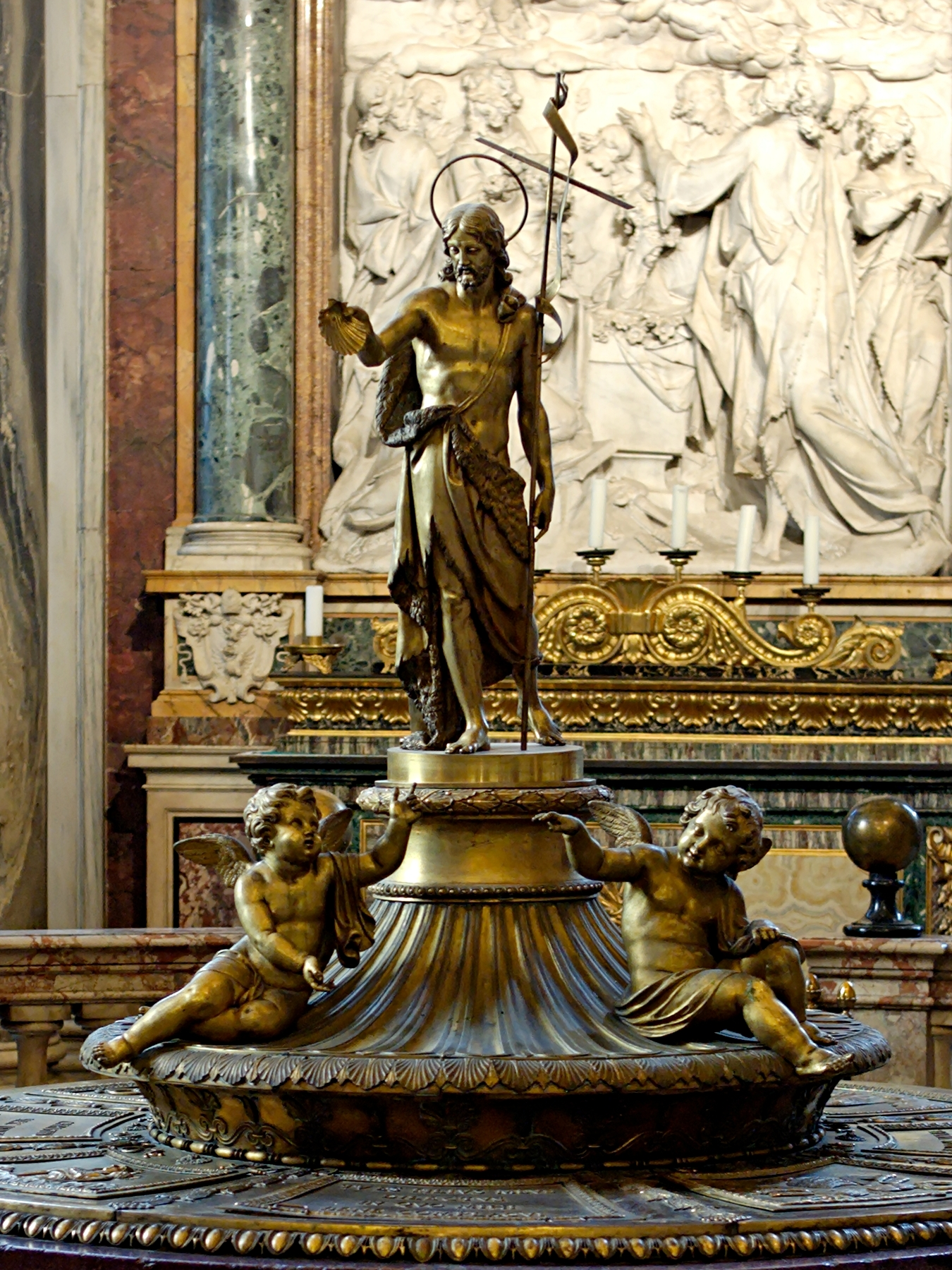
Fonte battesimale Roma, basilique Sainte-Marie-Majeure.
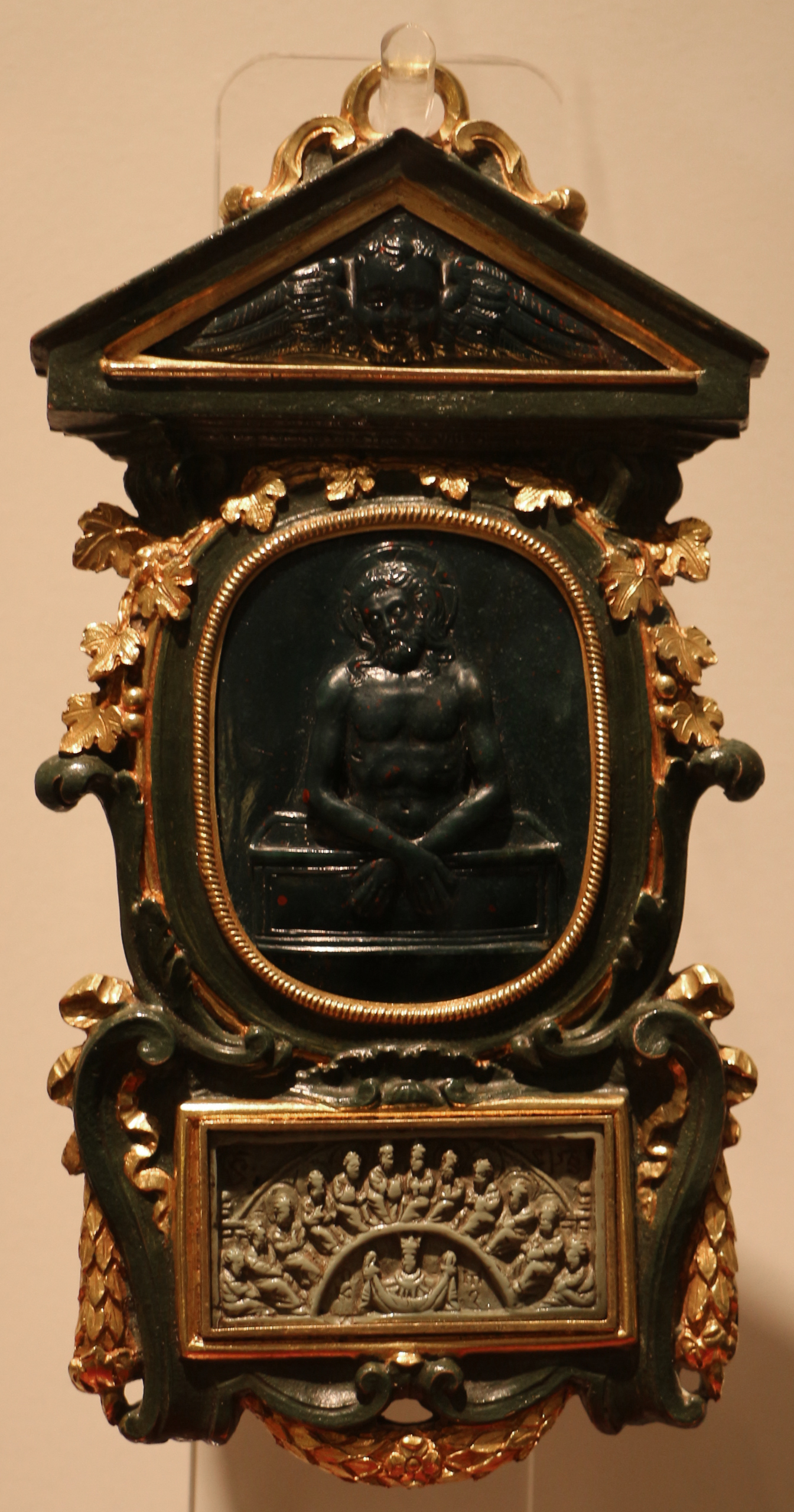
Tabernacle vers 1770 Collection privée.
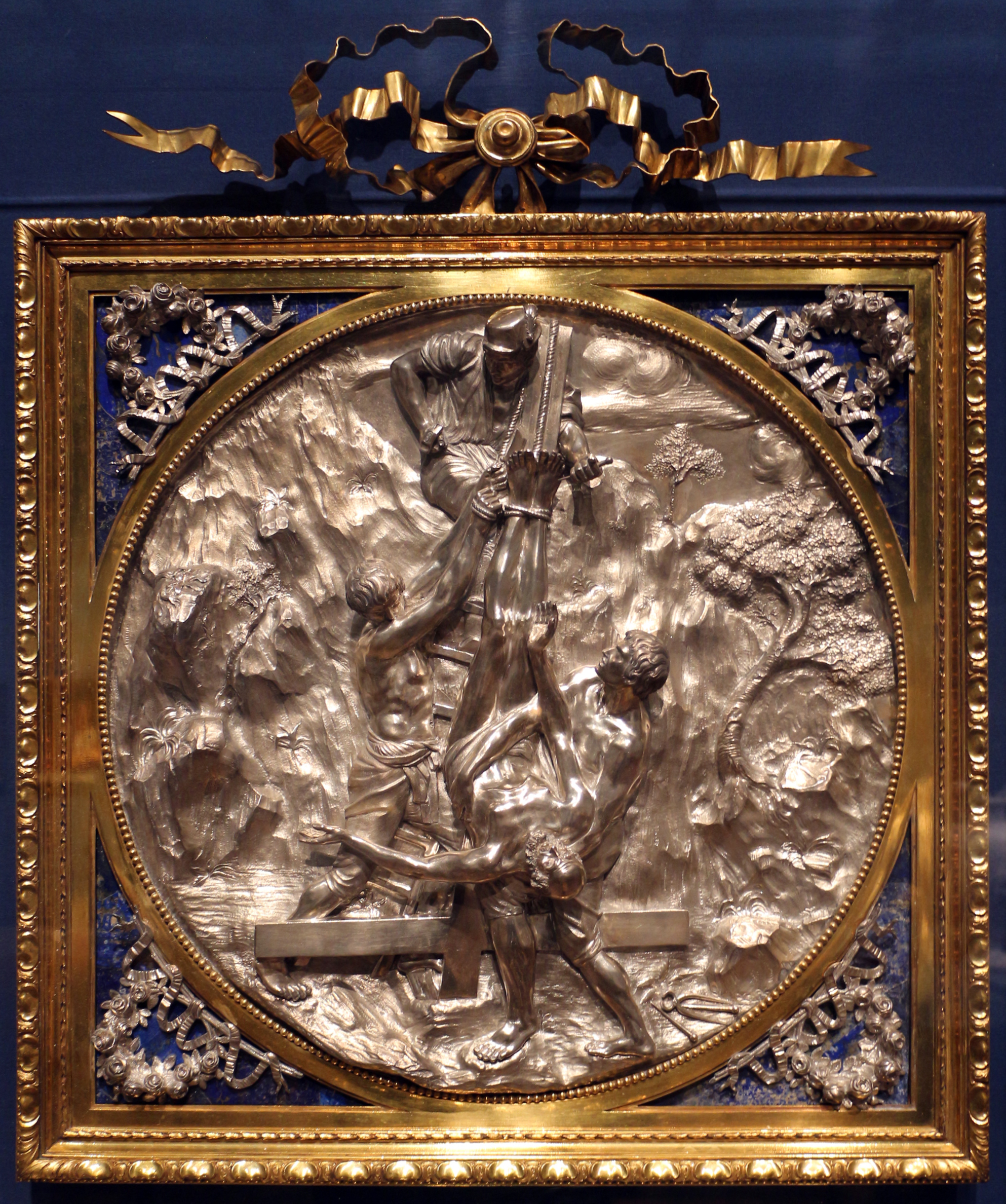
Crucifixion de Saint Pierre 1770-1780 Chicago, Art Institute.
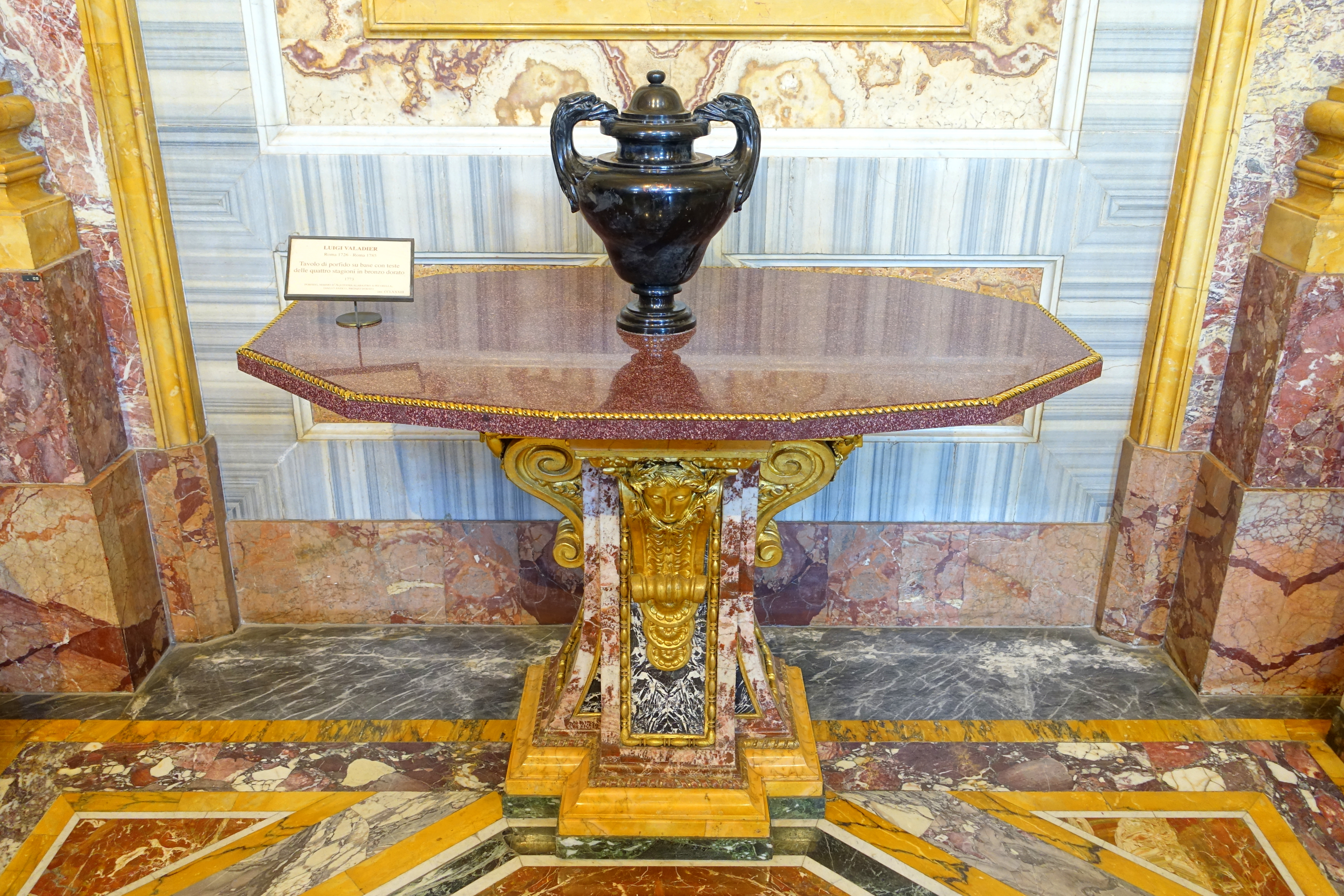
Table de porphyre 1773 Rome, Galleria Borghese.
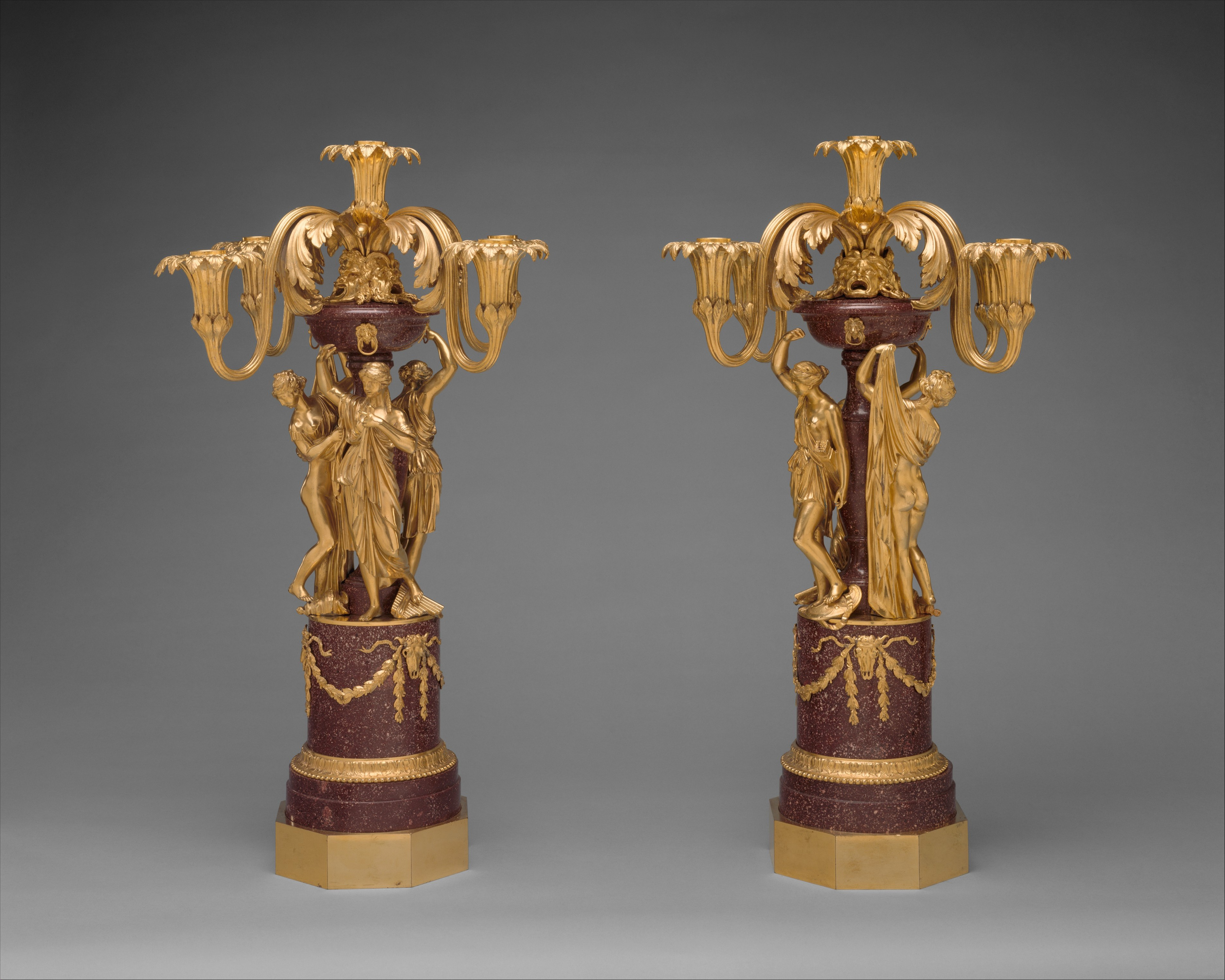
Paire de candélabres à cinq branches 1774 New York, Metropolitan Museum of Art.
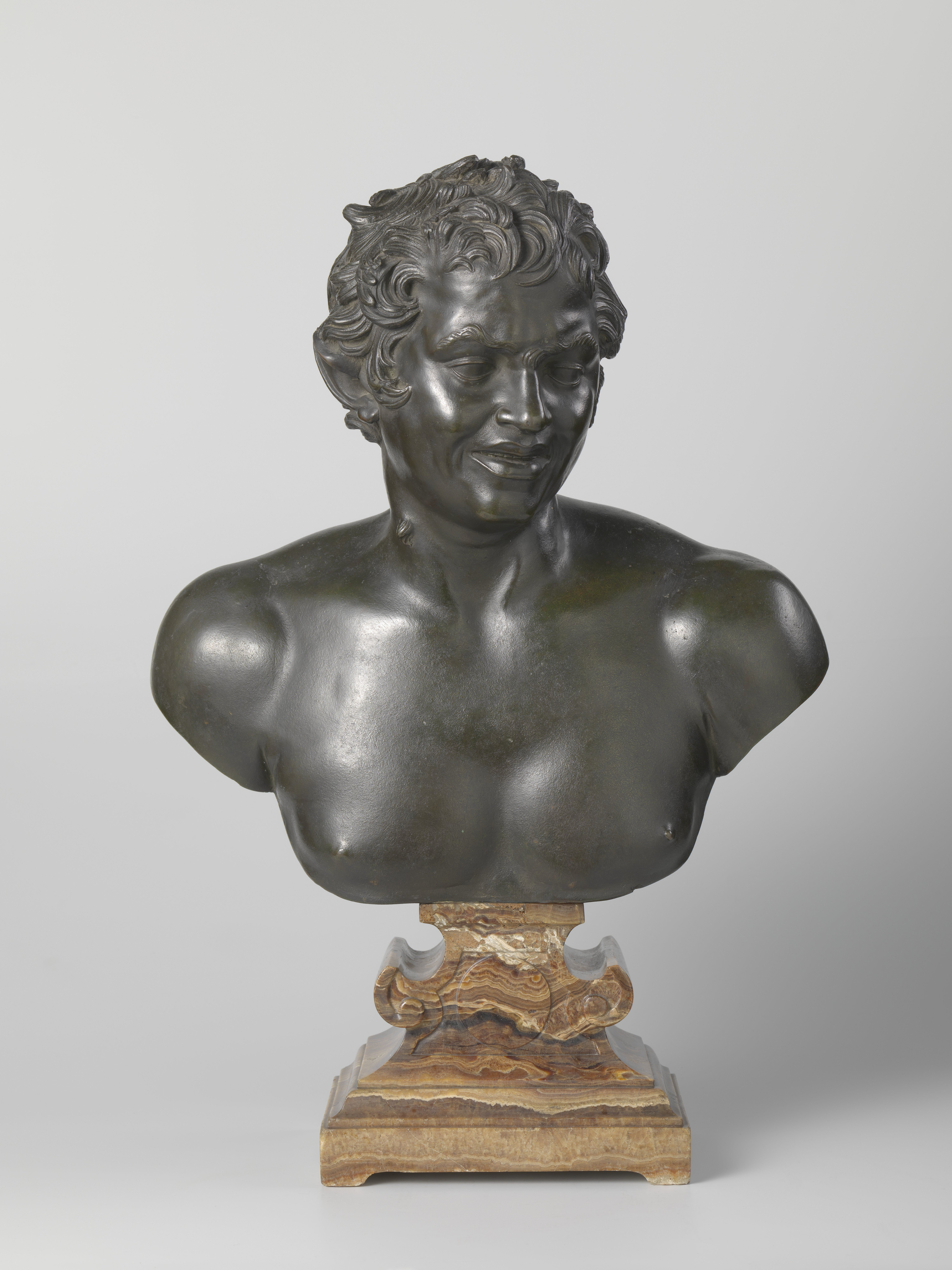
Faune rieur 1775-1780 Amsterdam, Rijksmuseum.
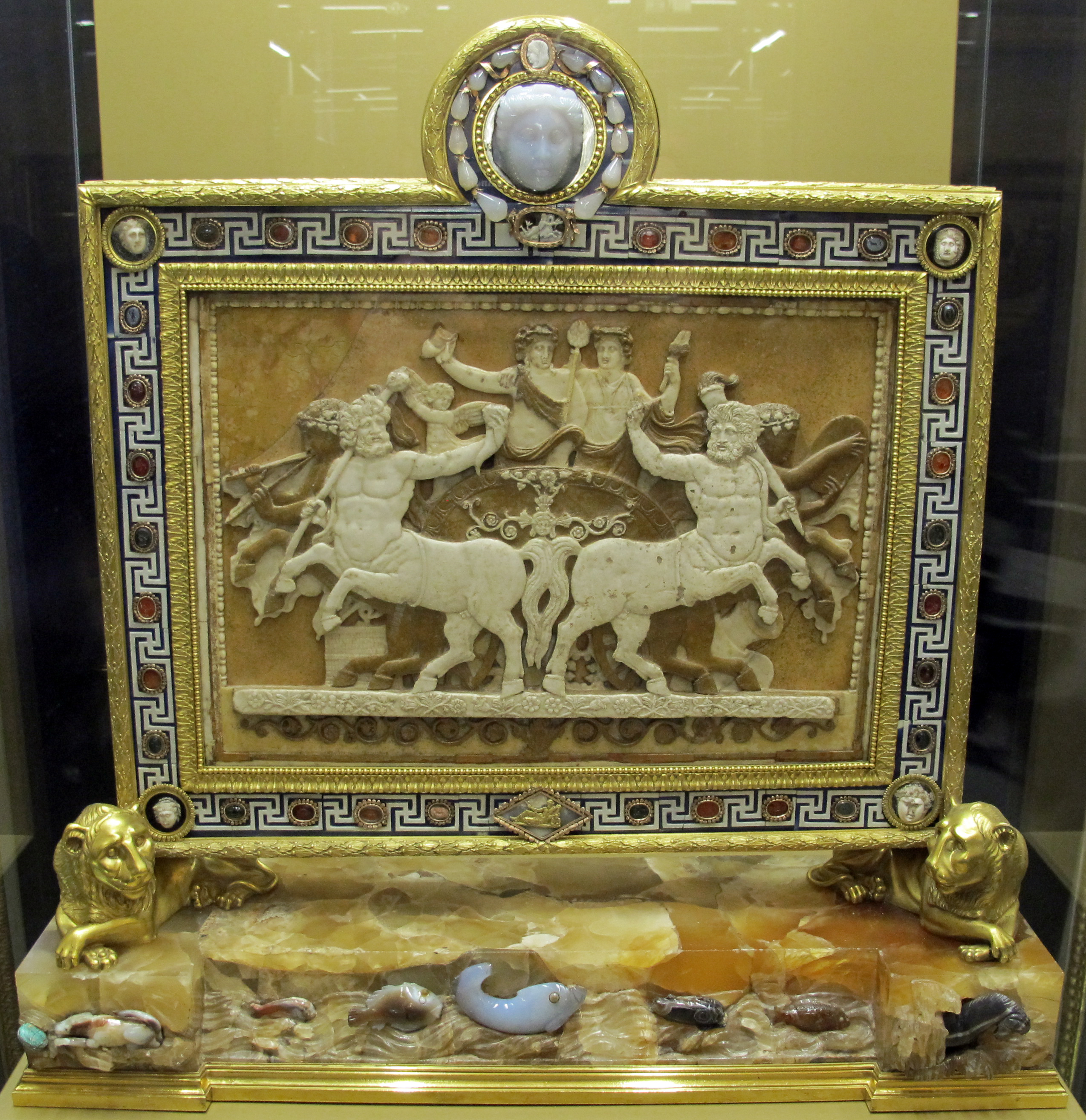
Triomphe de Bacchus, camée de la première époque impériale 1780 Paris, Louvre.
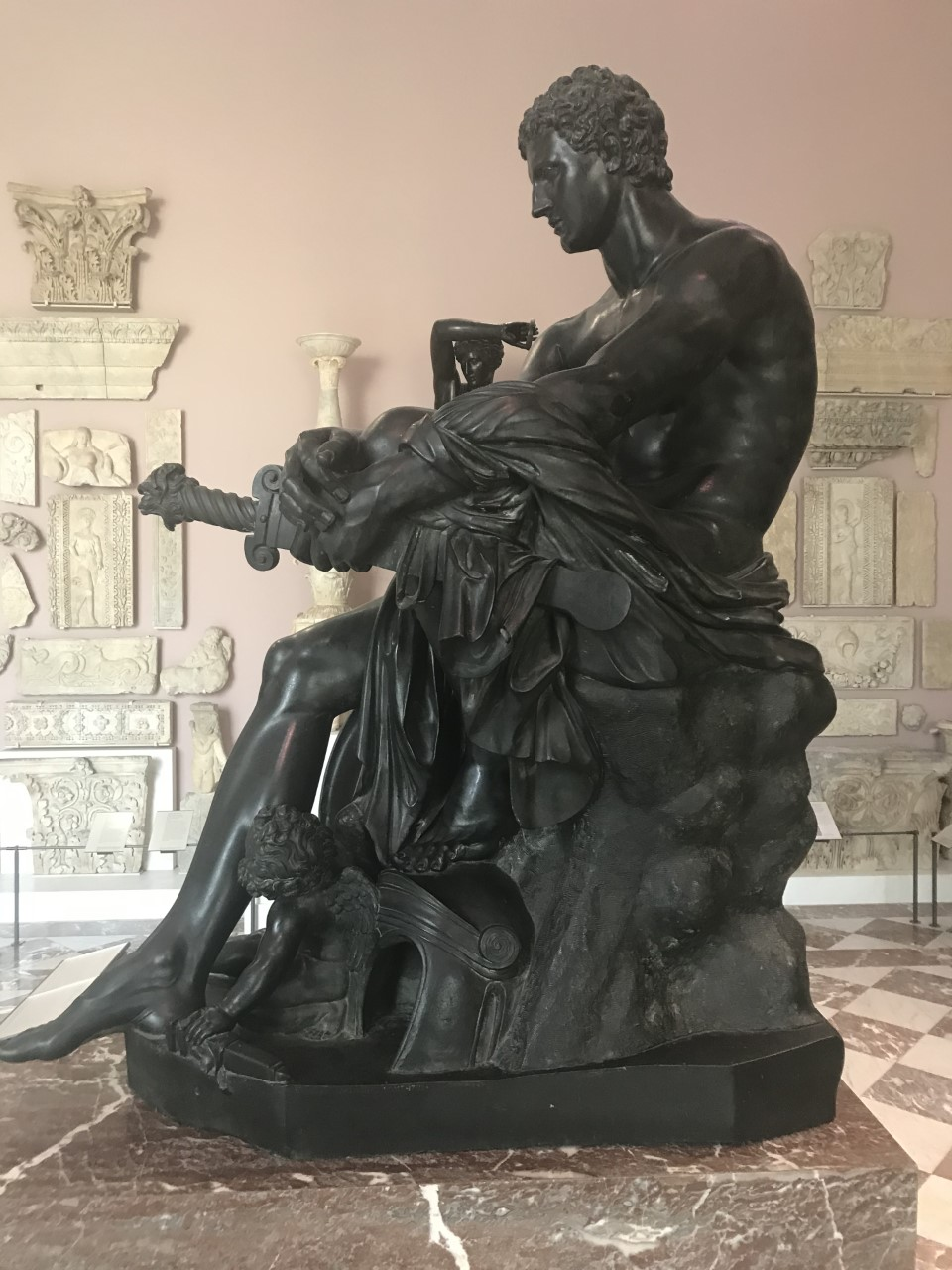
Mars assis 1780 Paris, Louvre.
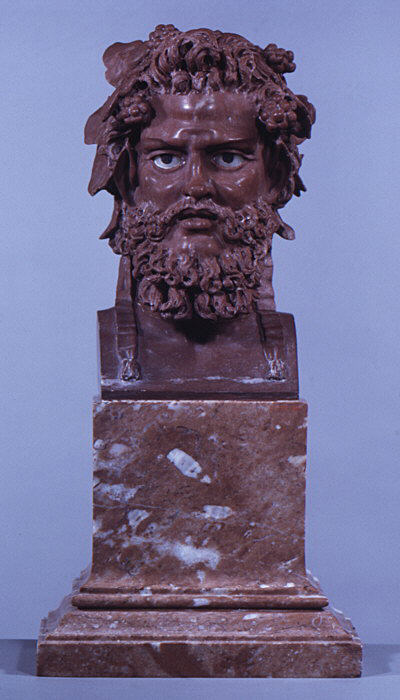
Tête de Dionysos 1783 New York, Metropolitan Museum of Art.
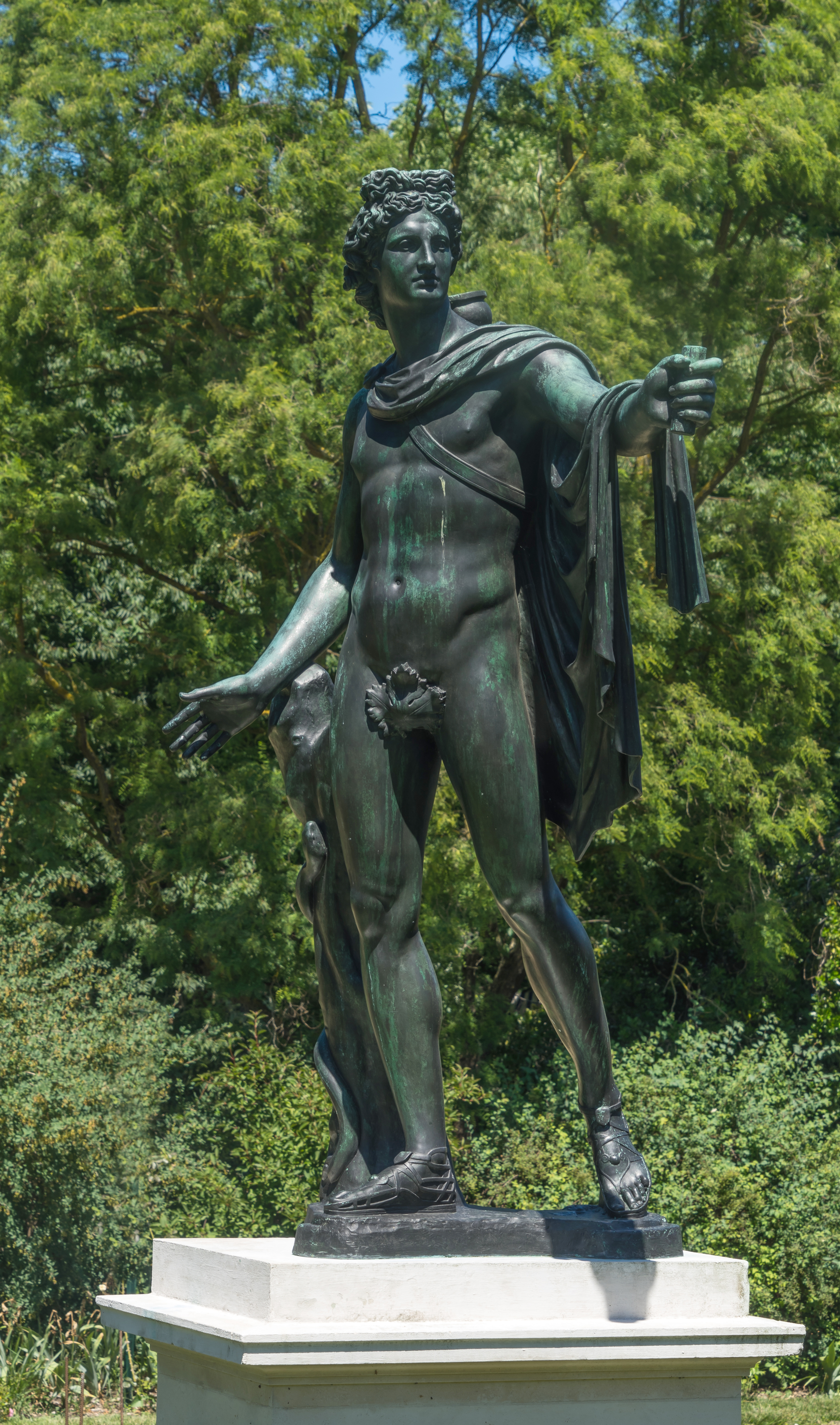
L'Apollon du Belvédère parc du château de la Malmaison.